# 카세 료
카세 료(일본어: 加瀬 亮, 1974년 11월 9일 ~ )는 일본의 배우이다.
카나가와 현 요코하마시 출신. RYO KASE OFFICE를 세우고 독립했다

## 인물

### 생애
가세 유타카 (당시 닛쇼 이와이 근무, 현재 소지츠 회장·전 사장)의 장남으로 태어난다. 아버지의 업무 관계로, 생후 곧 도미. 7세까지 약 7년간 미국 워싱턴주 벨뷰 시에서 지냈다.
주오 대학 상학부에 진학. 대학 시절은, 4년간 윈드서핑부에 소속.
대학 졸업 전에 돌연 〈배우가 되고 싶다〉고 했더니 아버지가 반대했다. 그렇지만 선배가 나오고 있는 무대에 초대받아, 태어나서 처음으로 본 연기의 재미에 끌린 것이 계기였다. 아버지와 싸우게 되어, 집을 나왔다. 얼마 동안은 아버지와 소원해져, 그 대신에 어머니가 가끔, 전화를 했다.

### 배우 경력
영화 《PiCNiC》 《FRIED DRAGON FISH》를 보고, 배우 아사노 타다노부를 동경해, 그의 소속 사무소인 아노레에 편지를 보내, 대학을 중퇴하고 이 사무소에 소속하게 되었다.
CNN의 〈아직 세계적으로 이름이 알려지지는 않았지만, 연기력이 있는 일본 배우 7인〉에 뽑혔다.
1년간 아사노 타다노부의 매니저를 경험한 후, 영화 《배틀 로얄》 등의 현장에 제작 스태프로 참여했고, 2000년에 이시이 소고 감독의 영화 《고조》로 스크린 데뷔했다. 이후, 영화를 중심으로 활동을 이어간다.
유키사다 이사오 감독의 《로큰롤 미싱》, 쿠로사와 키요시 감독의 《절규》, 모리사키 아즈마 감독의 《닭은 맨발이다》, 스오 마사유키 감독의 《그래도 내가 하지 않았어》, 야마다 요지 감독의 《남동생》, 키타노 타케시 감독의 《아웃레이지》 등의 일본 영화를 시작해, 클린트 이스트우드 감독의 《이오지마에서 온 편지》, 미셸 공드리 감독의 《TOKYO!》, 거스 밴샌트 감독의 《레스트리스》, 아바스 키아로스타미 감독의 《Like Someone in Love》, 홍상수 감독의 <자유의 언덕> 등, 해외 감독 작품에도 적극적으로 출연하고 있다.
독립 영화부터 상업 영화까지 자유롭게 횡단하는 자세로 활동하고 있지만, 본인은 〈작은 영화〉 〈개인적인 영화〉를 소중히 하고 싶다고 말하고 있다.
영화에 대한 깊은 생각은 강해, 〈세계 감각〉을 바꿨다고 하는 감독에 존 카사베티스, 빅토르 에리세, 소마이 신지를 들어, 영화와의 〈만남〉은 카사베티스 감독의 《영향 아래 있는 여자》, 에드워드 양 감독의 《고령가 소년 살인 사건》이었다고 한다.

## 약력
1997년, 연기를 배우기 시작한다. 당시는 무대에 출연.
1998년, 영화 《백치》, 《공작》 등의 현장에 참가. 《지뢰 위로 한걸음이면 인생은 끝이다》에서는 어시스턴트를 담당.
2000년, 영화 《고조》로 데뷔.
2003년, 영화 《안테나》로 첫 주연.
2005년, 영화 《about love 어바웃 러브/사랑에 관한 세 가지 이야기》로 처음 해외 감독 작품에 출연.
2007년, 영화 《그래도 내가 하지 않았어》의 연기로, 블루리본상이나 키네마 준보 등의 영화상을 다수 수상.
2009년, 드라마 《흔히 있는 기적》으로 연속 드라마 첫 출연. 나카마 유키에와 공동 주연.
2010년, 드라마 《SPEC~경시청 공안부 공안 제5과 미상 사건 특별 대책계 사건부~》로 토다 에리카와 공동 주연.
2011년, 영화 《레스트리스》에 출연. 전편 영어로 연기했다.
2012년 4월, 영화 《극장판 SPEC~천~》이 이전까지의 주연 영화 중 최대의 히트작이 된다. 5월, 영화 《사랑에 빠진 것처럼》 출품으로 제65회 칸 국제 영화제에 첫 출석한다.
2013년, 영화 《아웃레이지 비욘드》의 이시하라 역으로 제67회 마이니치 영화 콩쿠르 남우 조연상을 수상.
2014년, 주연을 맡은 한국 영화 《자유의 언덕》이 한국 영화 잡지 씨네21에서 〈2014년 한국 영화 제1위〉로, 본인도 〈올해의 배우〉로 선출되었다.

## 출연

### 영화

#### 일본 영화
- 고조 (2000년) - 카무로 역
- PARTY7 (2000년) - 편의점 점원 역
- 미스즈 (2001년) - 카미야마 카즈케 역
- Grasshoppa! (2001년)
- 골판지집의 소녀 (2001년)
- FROG RIVER (2001년) - 시라이 츠토무 역
- 고질라 모스라 킹기도라 대괴수총공격 (2001년) - 어부 역
- 해시! (2002년) - 음식점 점원 역
- 로큰롤 미싱 (2002년) - 켄지 역
- 전설의 와니 제이크 (2002년) ※드라마 재편집 극장판
- 밝은 미래 (2003년) - 아리타 후유키 역
- 바람의 검, 신선조 (2003년) - 콘도 슈헤이 역
- 형사 축제 (2003년) - 신인 형사 역
- 카쿠토 (2003년) - 신지 역
- HAZAN (2003년) - 미츠무라 사조 역
- 꽃 (2003년) - 토리고에 히로시 역
- 감독 감염 《payday》 (2003년) - 이즈미 텐도 역
- 안테나 (2004년) - 주연·오기와라 유이치로 역
- 이유 (2004년) - 야시로 유지 역
- 큐티 하니 (2004년) - 토도로키 형사 역
- 69 sixty nine (2004년) - 오오타키 료 역
- 녹차의 맛 (2004년) - 하마다야마 로쿠타로 역
- 아무도 모른다 (2004년) - 히로야마 준 역
- SURVIVE STYLE5+ (2004년)
- 닭은 맨발이다 (2004년) - 타치바나 카오루 역
- 박치기! (2005년) - 히데토 역
- 메일로 도착한 이야기 《mail》 (2005년) - 주연·타카무라 역
- female 《비단벌레》 (2005년) - 남자 역
- 스크랩 헤븐 (2005년) - 주연·싱고 역
- 커스텀 메이드 10.30 (2005년) - 견습 천사 셰프 역
- 질주 (2005년) - 미야하라 유지 역
- 좋아해, (2006년) - 지나가는 젊은 남자 역
- 나이스의 숲~The First Contact~ (2006년) - 타케후미 역
  - 〈오프닝〉
  - 〈NOTTI&TAKEFUMI -프롤로그-〉
  - 〈NOTTI&TAKEFUMI -TAKEFUMI'S DREAM-〉
  - 〈술이라도 마시겠습니까〉
  - 〈부활동〉
  - 〈NOTTI&TAKEFUMI -NOTTI'S DREAM-〉
- 하나 (2006년) - 소데키치 역
- 허니와 클로버 (2006년) - 마야마 타쿠미 역
- 스트로베리 쇼트케이크 (2006년) - 나가이 역
- CHiLDREN 칠드런 (2006년) - 나가세 마사토 역
- 그래도 내가 하지 않았어 (2007년) - 주연·카네코 텟페이 역
- 절규 (2007년) - 선원 역
- 오리온좌에서 온 초대장 (2007년) - 센바 토메키치 역
- 안경 (2007년) - 요모기 역
- 나를 둘러싼 것들. (2008년) - 타나카 츠요시 역
- 개와 나의 10가지 약속 (2008년) - 호시 스스무 역
- 산의 사랑하는 당신 (2008년) - 후쿠이치 역
- 구구는 고양이다 (2008년) - 사와무라 세이지 역
- 파코와 마법 동화책 (2008년) - 코이치 역
- R246 STORY 《22446》 (2008년) - 주연·토라키치 역
- 도쿄 랑데뷰 (2008년) - 미사키 사토시 역
- 스카이 크롤러 The Sky Crawlers (2008년) - 칸나미 유히치 역 ※성우로서의 출연
- 중력 피에로 (2009년) - 주연·이즈미역
- 인스턴트 늪 (2009년) - 가스 역
- 수영장 (2009년) - 이치오 역
- 남동생 (2010년) - 토오루 역
- 아웃레이지 (2010년) - 이시하라 역
- 카이탄 시의 풍경 (2010년) - 메구로 하루오 역
- 마더 워터 (2010년) - 야마노하 역
- 혼전특급 (2011년) - 니시오 미노루 역
- 도쿄 오아시스 (2011년) - 나가노 역
- 극장판 SPEC 시리즈 - 주연·세부미 타케루 역
  - 극장판 SPEC~천~ (2012년)
  - 극장판 SPEC~클로즈~ (2013년)
- 아웃레이지 비욘드 (2012년) - 이시하라 역
- 오레 오레 (2013년) - 타지마 역
- 시작의 길 (2013년) - 주연·키노시타 케이스케 역
- 페코로스, 어머니 만나러 갑니다 (2013년) - 오카노 사토루 역
- 저지! (2014년) - 오오타의 선배 역
- 나의 하와이 산책 (2014년) - 아베 토모야 역
- 레이디 마이코 (2014년) - 사이고 하루코의 아버지 역 ※사진 출연
- 바닷마을 다이어리 (2015년) - 사카시타 요시미 역
- 아즈미 하루코는 행방불명 (2016년) - 사와이 역
- 이 거리의 생명에 (2016년)
- 3월의 라이온 (2017년) - 소야 토지 역
- 모리의 정원 (2018년) - 후지타 역
- 라잉 투 맘 (2018년)
- 지구의 끝까지 (2019년) - 이와오 역
- 더 웍스 엔 데이즈(오브 타요코 시오지리 인 더 시오타니 바신) (2020년) - 료 사사키 역
- 쿠비 (2023년) - 오다 노부나가 역

#### 일본 이외 영화
- about love 어바웃 러브/사랑에 관한 세 가지 이야기 (2005년) - 텟짱 역
- 패신저 (2005년) - 아키라 역
- 이오지마에서 온 편지 (2006년) - 시미즈 요이치 역
- TOKYO! (2008년) - 아키라 역
- 레스트리스 (2011년) - 히로시 역
- 사랑에 빠진 것처럼 (2012년) - 노리아키 역
- 자유의 언덕 (2014년) - 주연·모리 역
- FOUJITA (2015년)
- 사일런스 (2016년) - 후안 (후지타) 역
- 벨 칸토 (2018년)

### 드라마
- 학교 괴담 봄 원령 스페셜 (2001년, 칸사이 TV) - 아베 역
- 전설의 와니 제이크 (2001년, TV 도쿄)
- 안고 싶어 (2002년, NHK)
- 노스 포인트 프렌즈 (2003년, 홋카이도 문화 방송) - 스가이 타쿠미 역
- 이유 (2004년, WOWOW) - 야시로 유지 역 ※방송 후 극장 공개
- 사장을 내보내! (2005년, 요미우리 TV) - 스즈키 잇페이 역
- 칠드런 CHiLDREN (2006년, WOWOW) - 나가세 마사토 역 ※방송 후 극장 공개
- 아오이 유우×4개의 거짓 카무플라주 CHAPTER1 〈인생이란 거짓 같아〉 (2008년, WOWOW) - 타카노 역
- 흔히 있는 기적 (2009년, 후지 TV) - 주연·타자키 쇼타 역
- SPEC~경시청 공안부 공안 제5과 미상 사건 특별 대책계 사건부~ 시리즈 (TBS) - 주연·세부미 타케루 역
  - SPEC~경시청 공안부 공안 제5과 미상 사건 특별 대책계 사건부~ (2010년)
  - SPEC~상~ (2012년)
  - SPEC~제로~ (2013년)
- 기이한 문호 괴담 (2010년, NHK BShi) - 주연
- 속죄 제3화 (2012년, WOWOW) - 코지 역
- 고잉 마이 홈 제8화 (2012년, 칸사이 TV) - 시모지마 메구무 역
- 빵과 수프, 고양이와 함께 하기 좋은 날 (2013년, WOWOW) - 후쿠사코 역
- 속·최후로부터 두번째 사랑 (2014년, 후지 TV) - 타카야마 료타 역
- 이 거리의 생명에 (2016년, WOWOW) - 주연·마키타 역

### 무대
- 슬픈 예감 (2007년) - 테츠오 역

### CM
- au by KDDI 〈학생 할인 편〉 〈결혼식 편〉 (2000년)
- 닛신 식품 〈톤가라시 면〉 (2000년)
- 소니 컴퓨터 엔터테인먼트 플레이스테이션 2 (2001년)
- 일본 코카콜라 환타 〈빔 편〉 (2001년)
- 아사히 가세이 〈이히! Break through 편〉 (2001년)
- 산토리 매그넘 드라이 (2001년)
- KDDI 〈프런트 포터 편〉 (2001년)
- WOWOW 〈또 하나의 세계를 남자 편〉 (2002년)
- UFJ 은행 〈액세스 편〉 (2002년)
- 닛폰 TV 〈와카츄키〉 프로그램 선전 CM (2002년)
- 키린 음료 아미노 서플리 〈기쁨의 노래 편〉 (2002년)
- 일본 코카콜라 소켄비차 〈커플 편〉 (2002년)
- 키린 맥주 이치방 시보리 (2003년)
- NTT 그룹 〈2개의 생활 방식 편〉 (2003년)
- NTT 도코모 FOMA (2004년)
- 일본 코카콜라 TADAS (2004년)
- 세븐일레븐 (2004년)
- 니프티 @nifty MOOCS (2005년)
- 산토리 낫짱 (2005년)
- 아지노모토 스타디움 허스키한 여자들 (2005년)
- 아지노모토 기업 CM 〈최후의 만찬 편〉 (2006년)
- S. T. 화학 무슈다 〈결혼식 편〉 (2006년)
- 소프트뱅크 모바일 화이트 플랜 (2007년)
- 세콤 〈BIG TRAP 편〉 (2007년)
- 산토리 산토리 올드 (2008년)
- TOTO TOTOTALK (2009년)
- 산토리 산토리 우롱차 프리미엄 클리어 (2010년) ※내레이션
- 오토나 글리코 아몬드 프레미오 (2010년)
- 립톤 스마트 타임즈 밀크티 〈Mr.SMART 편〉 (2011년)
- TOTO TOILET BIKE NEO (2011년)
- 로손 주먹밥 가게 〈연습 편〉 〈시장 개점 편〉 (2011년)
- NTT 도코모 walk with you (2012년)
- 산토리 푸즈 에스프레소다 〈커피 컵 편〉 〈사적 편〉 〈WEB 한정 로큰롤 편〉 (2012년)
- 메이지 메이지 요구르트 R-1 〈세계의 몸 상태 관리법〉 시리즈 (2013년 ~ )
- 산토리 산토리 카쿠빈 〈카쿠 하이볼이 좋죠.〉 시리즈 (2014년 ~ )
- 시마즈 제작소 〈일상을 바꾸는 게, 과학이다.〉 스페셜 무비 (2015년)
- 에르메네질도 제냐 〈메이드 인 재팬〉 프로젝트 (2015년)

### 뮤직 비디오
- SMAP 〈그대로〉 (2008년)
- YUKI 〈2인의 스토리〉 (2010년)

## 서적
- Bellevue Ryo Kase 가세 료 - 사진+말+전 작품 (2006년 7월, 미디어 팩토리) ISBN 4-8401-1559-1

## 수상
- 제14회 일본 영화 프로페셔널 대상 주연 남우상 (2004년)
- 제17회 일본 영화 프로페셔널 대상 주연 남우상 (2007년)
- 제81회 키네마 준보 베스트 10 최우수 주연 남우상 (2007년)
- 제21회 타카사키 영화제 최우수 조연 남우상 (2007년)
- 제31회 일본 아카데미상 우수 주연 남우상 (2008년)
- 제32회 호치 영화상 최우수 주연 남우상 (2008년)
- 제50회 블루리본상 주연 남우상 (2008년)
- 제29회 요코하마 영화제 주연 남우상 (2008년)
- 제3회 오사카 시네마 페스티벌 주연 남우상 (2008년)
- 제2회 아시안 필름 어워드 주연 남우상 (2008년)
- 전국 영연상 남우상 (2008년)
- 제1회 일본 시어터 스태프 영화제 조연 남우상 (2010년)
- 제67회 마이니치 영화 콩쿠르 남우 조연상 (2013년)